# ایر عربیا
ایرعربیا (به عربی: العربية للطیران) یک شرکت هواپیمایی ارزان‌قیمت اماراتی است که دفتر مرکزی‌اش در فرودگاه بین‌المللی شارجه، در شهر شارجه واقع شده‌است.
این شرکت، بزرگترین شرکت هواپیمایی ارزان‌قیمت در خاورمیانه است و به 75 مقصد در ۲۲ کشور از طریق شارجه، ۲۸ مقصد در ۹ کشور از طریق کازابلانکا، فینه، ناظور و طنجه، ۱۱ مقصد در ۸ کشور از طریق رأس‌الخیمه، و ۶ مقصد در ۴ کشور از طریق اسکندریه پرواز انجام می‌دهد.
قطب اصلی ایر عربیا در فرودگاه بین‌المللی شارجه قرار دارد. همچنین فرودگاه بین‌المللی راس الخیمه نیز قطب دیگر این شرکت هواپیمایی است و شهرهای کازابلانکا و اسکندریه نیز شهرهای کانونی ایر عربیا هستند.

## مقصدهای پروازی
https://www.airarabia.com/en/destinations

## ناوگان هوایی
ناوگان هوایی ایر عربیا به شرح زیر است (در اوت ۲۰۱۶):